# Travis Major
Travis Major (* 18. Februar 1990) ist ein australischer Fußballspieler.

## Karriere
Major spielte im Jugendbereich für Blacktown City FC und rückte zur Saison 2010 in die Herrenmannschaft auf, die in der New South Wales Premier League antritt. Gleich in seiner ersten Saison im Erwachsenenbereich wurde er mit dem Klub Staatsmeister. 2014 wurde er mit Blacktown erneut Meister von New South Wales, beim 2:1-Erfolg über Sydney Olympic erzielte er dabei in der Verlängerung das Tor zum 2:1-Sieg. Zudem gelang durch einen 6:2-Finalsieg gegen Manly United der Gewinn des Waratah Cups, bei dem Major ebenfalls als Torschütze erfolgreich war. Bestätigung für seine überragende Saisonleistung erhielt er in Form der Auszeichnung zum Spieler der Saison.
Der variabel einsetzbare, torgefährliche und körperlich robuste Spieler unterzeichnete Anfang Januar 2015 einen Vertrag bis Saisonende beim A-League-Klub Central Coast Mariners, dessen Offensive bis dahin in 13 Saisonspielen erst 10 Treffer erzielt hatte. Bereits im September 2014 stand er bei den Mariners kurz vor einer Verpflichtung, wegen einer Leistenverletzung verzögerte sich der Wechsel aber um einige Monate. Zu seinem Profidebüt kam Major nur einen Tag nach der Bekanntgabe seiner Verpflichtung, als er beim 2:0-Erfolg gegen Melbourne City eingewechselt wurde. In den folgenden Monaten kam Major zu acht weiteren Ligaeinsätzen per Einwechslung, seinen einzigen Treffer erzielte er bei der 1:5-Niederlage gegen den Sydney FC. Sein Vertrag wurde nach einem Trainerwechsel (Tony Walmsley folgte auf Phil Moss) bereits kurz vor Saisonende im April 2015 wieder aufgelöst und Major schloss sich wieder Blacktown an. Am 3. September 2021 wurde bekannt gegeben, dass Major vom I-League-Verein RoundGlass Punjab für eine Saison unter Vertrag genommen wurde. Zu Beginn der Saison 2022 wurde er von seinen Jugendverein Blacktown City FC wieder aufgenommen.